# Безден
Бездèн е село в Западна България, община Костинброд, Софийска област.

## География
Село Безден се намира на около 28 km северозападно от центъра на областния град София (от Патриаршеската катедрала „Свети Александър Невски“), около 12 km северозападно от общинския център Костинброд и около 7 km североизточно от град Сливница. Разположено е в южното подножие на рида Три уши в Западна Стара планина, на около километър северно от левия приток на река Искър река Блато, която тече покрай съседното село Опицвет и извира западно от двете села. Село Безден има характерен карстов релеф и карстови извори.
Село Безден е свързано чрез 3 общински пътя с третокласния републикански път III-811, водещ на югозапад към връзка с първокласния републикански път I-8 (автомагистрала Европа) и нататък през град Сливница към град Брезник, а на североизток през село Богьовци към селището Беледие хан и връзка там с второкласния републикански път II-81 (София – Лом). Общинският път на изток прави връзката в село Богьовци, пътят на юг – източно от село Опицвет, а излизащият от западния край на Безден при Възстановителния център за деца с онкохематологични заболявания – след преминаването му през село Опицвет.
Землището на село Безден граничи със землищата на: село Василовци на север; село Понор на североизток; село Богьовци на изток; село Опицвет на юг; град Сливница на югозапад и запад.
В землището на селото има 2 микроязовира – „Безден“ и „Бистрица“.
Числеността на населението на село Безден по данните от преброяванията от 1934 г. насам се променя както следва:
| \| Година на преброяване \| Численост \| \| --------------------- \| --------- \| \| 1934 \| 511 \| \| 1946 \| 549 \| \| 1956 \| 485 \| \| 1965 \| 472 \| \| 1975 \| 384 \| \| 1985 \| 313 \| \| 1992 \| 241 \| \| 2001 \| 233 \| \| 2011 \| 247 \| \| 2021 \| 379 \| |           |
| Година на преброяване | Численост |
| 1934 | 511       |
| 1946 | 549       |
| 1956 | 485       |
| 1965 | 472       |
| 1975 | 384       |
| 1985 | 313       |
| 1992 | 241       |
| 2001 | 233       |
| 2011 | 247       |
| 2021 | 379       |

Етническият състав на населението по численост и дял на етническите групи според преброяването през 2011 г. е:
| Етнически групи     | Численост | Дял (в %) |
| Общо                | 247       | 100       |
| Българи             | 234       | 94,74     |
| Турци               | 0         | 0         |
| Цигани              | 0         | 0         |
| Други               | 0         | 0         |
| Не се самоопределят | 0         | 0         |
| Не отговорили       | 13        | 5,26      |

## История
След Руско-турската война (1877 – 1878 г.) по Берлинския договор 1878 г. селото – дотогава в Османската империя, попада в Княжество България.
При избухването на Балканската война човек от Безден е доброволец в Македоно-одринското опълчение.

## Обществени институции
Село Безден към 2024 г. е център на кметство Безден.
В село Безден има:
- читалище „Иван Вазов“;[12][13]
- читалище „Илинден-2012“, създадено през 2012 г.;[14][15]
- православна църква „Свети пророк Илия“;[16]

## Забележителности
Природната забележителност „Безденски извори“ се намира северозападно от селото.
Язовир Бистрица има добри условия за риболов.

## Галерия
- Басейнът край с. Безден
- Църквата в с. Безден.
- Къщи от с. Безден на брега на язовира
- Подходът към езерото Бистрица.

## Редовни събития
- 2 август – селски събор;
- 20 юли – църковен събор.

## Личности
Родени в Безден
- Костенко Стойков (1893 – ?), македоно-одрински опълченец, 4 рота на 6 Охридска дружина, носител на орден „За храброст“ IV степен.[20]

## Други
С името на село Безден е наименуван връх с височина 2975 m в Антарктида – връх Безден.